# Котките не танцуват
„Котките не танцуват“ (на английски: Cats Don't Dance) е американски анимационен филм от 1997 година, разпространяван от Warner Bros. под техния лейбъл Warner Bros. Family Entertainment. Това е единствения изцяло анимиран пълнометражен филм, продуциран от Turner Feature Animation, който е обединен по време на постпродукцията на филма в Warner Bros. Animation след сливането на Time Warner с Turner Broadcasting System през 1996 г. Turner Feature Animation също продуцира анимираните части на „Господарят на страниците“ (The Pagemaster) на Търнър през 1994 г. Това е и единствената продукция на Turner Feature Animation, копродуцирана от Warner Bros. Feature Animation.
Филмът прави режисьорски дебют на бившия аниматор на Дисни, Марк Диндал и озвучаващия състав се състои от Скот Бакула, Жасмин Гай, Матю Херид, Ашли Пелдън, Джон Рис-Дейвис, Кати Наджими, Дон Нотс, Хал Холбрук, Бети Лу Герсон, Рене Обержоноа, Джордж Кенеди и Диндал. Музикалните му номера са написани от Ранди Нюман и включват приноса на Джийн Кели като хореограф преди смъртта му през 1996 г. Филмът е последният филмов проект на Кели и е посветен на паметта му.
Филмът беше смятан за провал на боксофиса, като спечели само 3 милиона долара в страната поради липса на маркетинг и промоция. Въпреки слабото си представяне, филмът получи като цяло положителни отзиви от критици и публика, с похвали, насочени към неговата анимация, хумор, гласови изпълнения и музикални номера.

## Сюжет
През 1939 г. Дани, млад и амбициозен котарак от Кокомо, Индиана, пътува в Холивуд с надежда да започне актьорската си кариера. След като се запозна с новия си приятел Пъдж, Дани е избран от Ферли Уинк, за да участва във филм, който е продукция на Мамут Пикчърс, наречен Li'l Ark Angel, заедно със секретарката на Уинк, женска бяла котка на име Сойер. При присъединяване към други животни, Тили, Кранстън, Франсис и Ти Би, Дани е обезсърчен, като научава колко малка е ролята му и се опитва да прокара пътя си за повече време под светлините на прожекторите. Дани ядосва Дарла Димпъл, популярна, но все още разглезена детска актриса и звезда на филма, така че тя възлага своя 36-метров висок иконом Макс, за да сплаши Дани да не се опитва повече да увеличава ролята си.
Дани научава, че талисманът на студиото Ули Мамута, че на човешките актьори обикновено се дават по-важни роли от животните. Той копнее за светлината на прожекторите и се опитва да направи план, който да насърчи хората да предоставят на животинските актьори по-добри сценарии, като например чрез сглобяване на масивна група животни и представяне на музикално представление за хората.
По-късно Дани дава съвет от Дарла за това как да заинтересува и удовлетвори публиката. Той приема тази информация присърце и групира животните за прослушване на Ковчега с надеждата да привлече вниманието на хората. Въпреки това, Дарла, страхувайки се, че животните ще застрашат нейните прожектори, кара Макс да й помогне да залее сцената със 100 000 галона вода, докато Л.Б. Мамут, ръководителят на Mammoth Pictures, и Фланаган, режисьора на филма, дават интервю, при което животните се обвиняват и уволняват за допълнителните щети. Животните са депресирани, тъй като им е забранено да играят в Mammoth Pictures, особено Дани, който беше убеден от Дарла, че се опитва да помогне на животните. Ули съветва Дани да се върне в Кокомо. По-късно същата вечер всички са на вечеря, разстроени от Дани, че им е съсипал всичко, докато Сойер пее песен за Дани, който се опитва да поддържа мечтите си живи. Тили подслушва пеенето на Сойер и предлага Сойер да последва Дани. Сойер пристига на автобусната спирка, само секунди след като Дани си тръгва, намирайки шапката и списъка със задачи.
След коментар от шофьора на автобуса и видял как Пъдж се скита по улиците, Дани спира автобуса и измисля друг план. Тайно кани Сойер и останалите на премиерата на Lil 'Ark Angel. След прожекцията и битка с Макс, която го кара да отлети на балон Дарла Димпъл, Дани привлича вниманието на публиката. След като доведоха Сойер, Ули, Тили, Кранстън, Пудж, Франсис и Ти Би зад кулисите, за да помогнат на Дани, осемте животни правят музикално представление, което забавлява и впечатлява зрителите. Междувременно Дарла се опитва да саботира шоуто, като подправя декорите и оборудването за специални ефекти, но опитите й вместо това я карат да подобри изпълнението.
Дарла неистово крещи на животните, че са провалили плана й, когато гласът й се усилва над звуковата система на театъра поради бум микрофон, с който е била заплетена, разкривайки истината за инцидента на публиката, включително Л.Б. и Фланаган. Дарла се опитва да скрие истинските си цветове, като целува и прегръща Дани, но Пудж я изпраща в капан. Животните постигат мечтите си за по-големи роли, Дани и Сойер признават чувствата си един към друг, а Дарла е понижена като портиер.

## В България
В България първоначално филмът е излъчен на 12 август 2001 г. по bTV.
Филмът се излъчва и по HBO с български войсоувър дублаж на Доли Медия Студио. Екипът се състои от:
| Преводач           | Левка Грозданова                                                        |
| Тонрежисьор        | Ирена Христова                                                          |
| Озвучаващи артисти | Даринка Митова Златина Тасева Димитър Кръстев Стоян Цветков Иван Петков |